# Sølvi Vatnhamar
Sølvi Vatnhamar (* 5. května 1986) je faerský fotbalový záložník a reprezentant, od roku 2008 hráč faerského klubu Víkingur Reykjavík.

## Klubová kariéra
- LÍF Leirvík 2003–2007
- Víkingur Gøta 2008–2023

- Víkingur Reykjavík 2023–

## Reprezentační kariéra
Byl členem faerské mládežnické fotbalové reprezentace U21.
V A-mužstvu Faerských ostrovů debutoval 19. 11. 2013 v přátelském utkání v Attardu proti reprezentaci Malty (prohra 2:3).